# NGC 2301
NGC 2301 est un amas ouvert,, situé dans la constellation de la Licorne. Il a été découvert par l'astronome germano-britannique William Herschel en 1786.
NGC 2301 est à environ 872 pc (∼2 840 al) du système solaire et les dernières estimations donnent un âge de 164 millions d'années. La taille apparente de l'amas est de 15 minutes d'arc, ce qui, compte tenu de la distance, donne une taille réelle maximale d'environ 12 années-lumière.
Selon la classification des amas ouverts de Robert Trumpler, cet amas renferme entre 50 et 100 étoiles (lettre m) dont la concentration est forte (I) et dont les magnitudes se répartissent sur un grand intervalle (le chiffre 3).